# Oscar by the Sea
Oscar by the Sea (清水灣半島) — высотный жилой комплекс, расположенный в Гонконге, в округе Сайкун. Построен в 2002 году в стиле модернизма по проекту компании Michael Chiang & Associates на месте бывшей фабрики Hong Kong Oxygen Company. Девелопером Oscar by the Sea является компания Sun Hung Kai Properties. Состоит из семи башен: 59-этажной Oscar By The Sea Tower 5 (176 м), 57-этажной Oscar By The Sea Tower 8 (169 м), 58-этажных Oscar By The Sea Tower 6 и Oscar By The Sea Tower 7 (168 м), 48-этажной Oscar By The Sea Tower 3 (151 м), 42-этажной Oscar By The Sea Tower 1 (141 м) и 46-этажной Oscar By The Sea Tower 2 (140 м). В состав комплекса входят подиум, где базируется клубхаус, паркинг и сад с зоной отдыха.

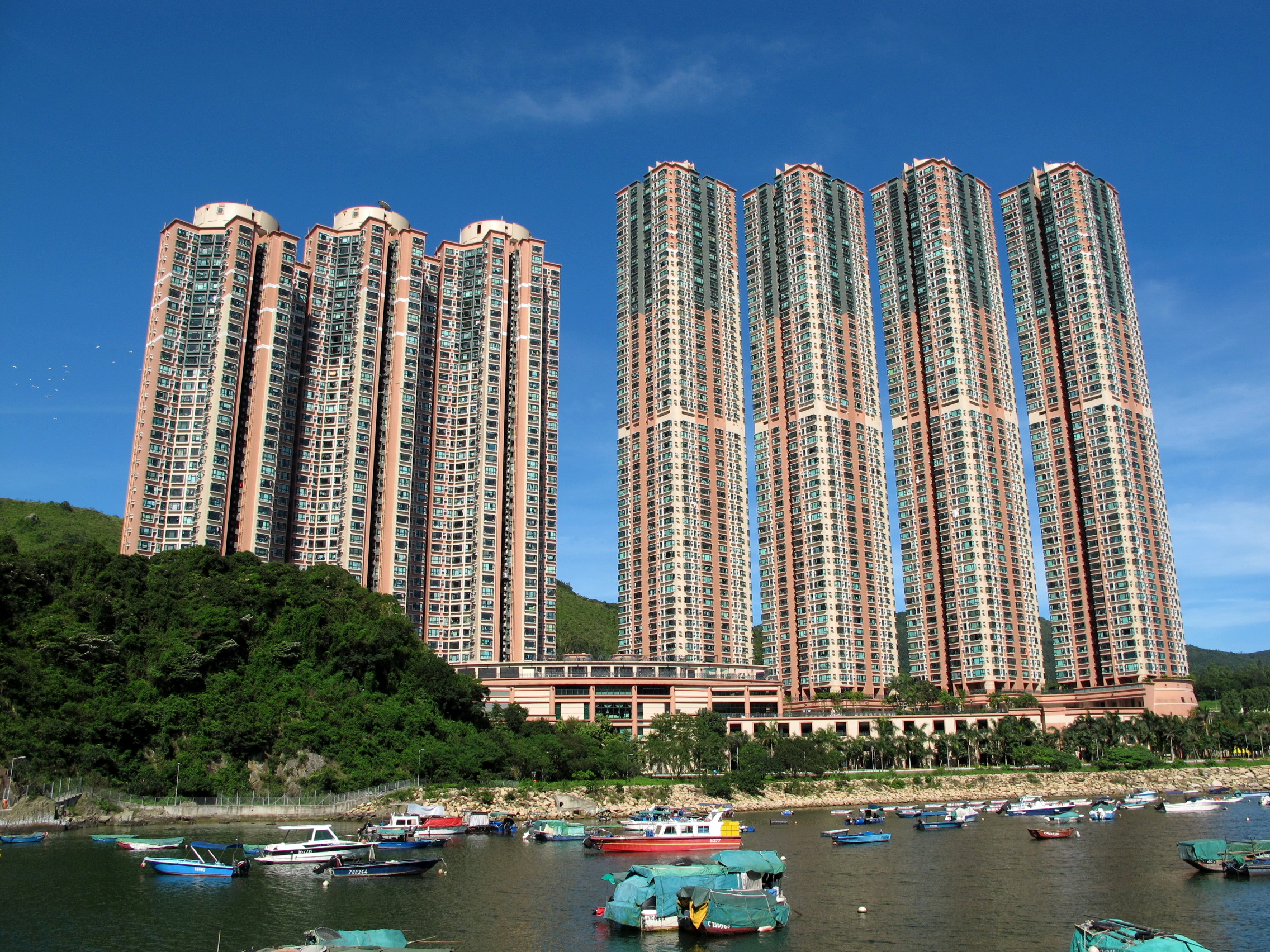
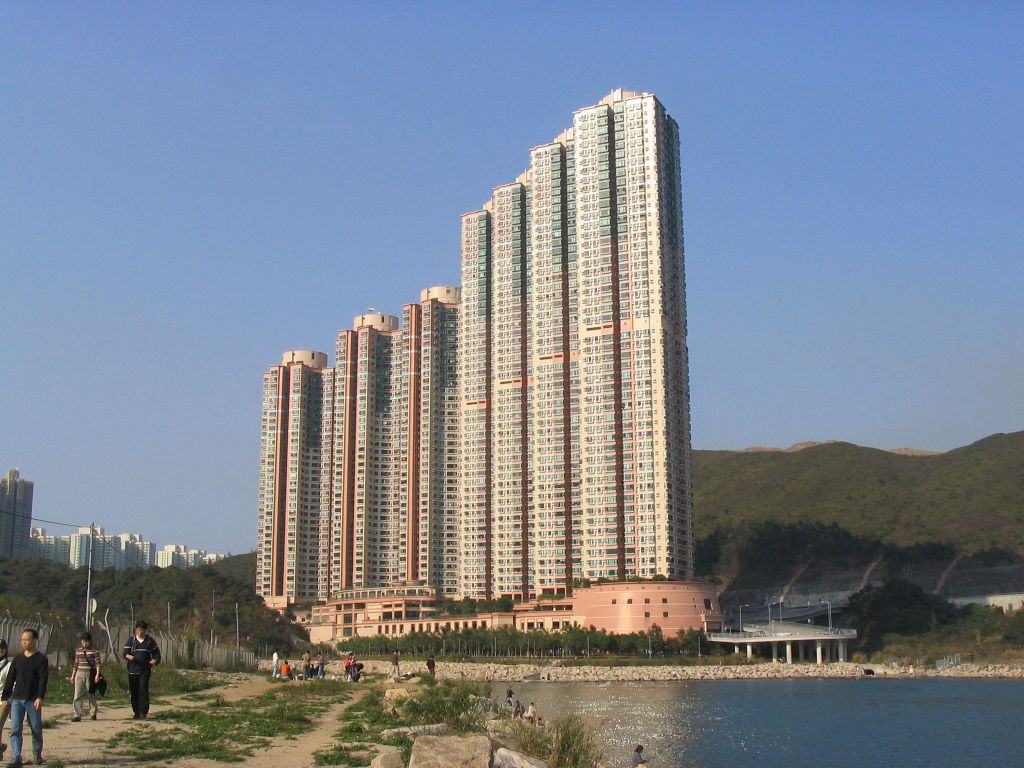